# Ray Brown
Raymond Matthews "Ray" Brown, född 13 oktober 1926 i Pittsburgh, Pennsylvania, död 2 juli 2002 i Indianapolis, Indiana, var en amerikansk jazzbasist.
Brown började spela piano vid åtta års ålder men bytte sedan instrument till kontrabas i high school. Då var han redan en duktig pianist. 1945 blev han medlem i Dizzy Gillespies band där han stannade till 1947. Efter det bildade han en egen trio som ackompanjerade Ella Fitzgerald, som Ray var gift med 1948-1952. 1951-1966 var han medlem i Oscar Petersons trio som då och då följde med Jazz at the Philharmonic på deras turnéer. Efter 1966 arbetade han mest som studiomusiker och även som lärare. Bland annat spelade han duetter med Duke Ellington på skivan This One's for Blanton (1972) som var en hyllning till Jimmy Blanton. 
Rays, som var en flitig basist ända till sin död, antal skivinspelningar är mäkta imponerande. De var inte bara med Petersons trio utan även med bland andra Milt Jackson, Sonny Rollins och Barney Kessel, och han kunde på ålderns höst skryta om alla av jazzens giganter han hade träffat.

## Eftermäle
Asteroiden 5840 Raybrown är uppkallad efter Ray Brown.